# Dinámica cuántica
En física, la dinámica cuántica es la versión cuántica de la dinámica clásica. La dinámica cuántica se ocupa de los movimientos y los intercambios de energía y momento de los sistemas cuyo comportamiento se rige por las leyes de la mecánica cuántica. La dinámica cuántica es relevante para los campos florecientes, como la computación cuántica y la óptica atómica. 
En matemáticas, la dinámica cuántica es el estudio de las matemáticas detrás de la mecánica cuántica. Específicamente, como un estudio de dinámica, este campo investiga cómo los observables de la mecánica cuántica cambian con el tiempo. Más fundamentalmente, esto implica el estudio de automorfismos de un parámetro del álgebra de todos los operadores acotados en el espacio de observables de Hilbert (que son operadores autoadjuntos). Estas dinámicas se entendieron ya en la década de 1930, después de que Wigner, Stone, Hahn e Hellinger trabajaran en el campo. Recientemente, los matemáticos en el campo han estudiado sistemas mecánicos cuánticos irreversibles en álgebras de von Neumann.